# Mihri Hatun
Mihri Hatun (turco ottomano: مهری خاتون, "sole/luce"; Amasya 1460 circa – Amasya, 1506) è stata una poetessa ottomana conosciuta in Europa come la "Saffo ottomana" e "Lady Mihri".
Sfidò il mondo letterario maschilista dell'epoca promuovendo l'immagine di una donna diversa da quella idealizzata dalla tradizionale poesia ottomana. Divenne nota per i suoi nazire ("parallelismi") con le opere di İsa Necati, di cui fu ammiratrice. Fu precursora della critica della poesia ottomana di corte che si sarebbe affermata tra il XIX e il XX secolo.

## Biografia
Mihri Hatun discendeva da Pir Ilyas, sheykh della confraternita sufi Khalwatiyya della città di Amasya, mentre suo padre era un qadi che scrisse alcune poesie con lo pseudonimo di Belayi. Ricevette un'istruzione domestica e sin da giovane partecipò a diverse sfide letterarie al pari con gli uomini. Entrò a far parte della cerchia del principe Ahmed, amante della poesia e mecenate, nonché figlio del sultano Bayezid II.
Respinse ogni proposta di matrimonio per dedicarsi liberamente alla poesia. Attorno a lei venne a crearsi il mito di una donna casta e innocente che condusse una vita virtuosa.
Il suo repertorio poetico include ghazal, qaṣīda, masnavi, poesie mistiche e liriche d'amore. Ebbe contatti con i principali poeti del suo tempo, come İsa Necati, Zati, Guvakhi, Makami e Muniri. Riuscì ad affermarsi in un mondo letterario e si guadagnò il plauso dei suoi contemporanei. Le sue opere vennero trascritte e conservate, e la famiglia reale possedette un suo manoscritto. Nelle sue poesie si serve del suo sarcasmo e della sua ironia per sfidare le convenzioni sociali.
Critici moderni descrivono la sua opera come "fresca e semplice". È stato anche ipotizzato che possa aver nutrito desiderio sessuale nei confronti delle donne, sulla base di suoi componimenti in cui parla di sé come di un uomo innamorato di una donna.